# Masters 1975
La 6 edición de la Tennis Masters Cup se realizó del 30 de noviembre al 7 de diciembre del 1975 en Estocolmo, Suecia.

## Individuales

### Clasificados
- Arthur Ashe
- Ilie Năstase
- Manuel Orantes
- Adriano Panatta
- Harold Solomon
- Björn Borg
- Raúl Ramírez
- Guillermo Vilas

### Grupo azul
| Resultados Round Robin-Win | Result-Res | -Winner-Winner-Winner-Win | -Score-Score-Score-Score |
| -------------------------- | ---------- | ------------------------- | ------------------------ |
| Arthur Ashe (USA)          | derrota a  | Ilie Năstase (RUM)        | 1–6, 7–5, 4–1 d          |
| Arthur Ashe (USA)          | derrota a  | Manuel Orantes (ESP)      | 6–4, 6–1                 |
| Arthur Ashe (USA)          | derrota a  | Adriano Panatta (ITA)     | 7–6, 6–3                 |
| Ilie Năstase (RUM)         | derrota a  | Manuel Orantes (ESP)      | 3–6, 6–4, 6–4            |
| Ilie Năstase (RUM)         | derrota a  | Adriano Panatta (ITA)     | 7–6, 3–6, 6–0            |
| Manuel Orantes (ESP)       | derrota a  | Adriano Panatta (ITA)     | 6–4, 7–6                 |

### Grupo blanco
| Resultados Round Robin-Win | Result-Res | -Winner-Winner-Winner-Win | -Score-Score-Score-Score |
| -------------------------- | ---------- | ------------------------- | ------------------------ |
| Guillermo Vilas (ARG)      | derrota a  | Björn Borg (SWE)          | 7–5, 4–6, 6–1            |
| Guillermo Vilas (ARG)      | derrota a  | Harold Solomon (USA)      | 6–3, 6–4                 |
| Guillermo Vilas (ARG)      | derrota a  | Raúl Ramírez (MEX)        | 6–4, 6–0                 |
| Björn Borg (SWE)           | derrota a  | Raúl Ramírez (MEX)        | 6–3, 6–3                 |
| Björn Borg (SWE)           | derrota a  | Harold Solomon (USA)      | 6–2, 6–2                 |
| Harold Solomon (USA)       | derrota a  | Raúl Ramírez (MEX)        | 5–7, 6–3, 6–3            |

| Resultados Etapa Final-Win | -Winner-Winner-Winner-Win | Result-Res | -Winner-Winner-Winner-Win | -Score-Score-Score-Score |
| -------------------------- | ------------------------- | ---------- | ------------------------- | ------------------------ |
| Semifinal                  | Ilie Năstase (RUM)        | derrota a  | Guillermo Vilas (ARG)     | 6-0 6-3 6-4              |
| Semifinal                  | Björn Borg (SWE)          | derrota a  | Arthur Ashe (USA)         | 6-4 3-6 6-2 6-2          |
| Final                      | Ilie Năstase (RUM)        | derrota a  | Björn Borg (SWE)          | 6-2 6-2 6-1              |

| Predecesor: 1974 | ATP World Tour Finals 1975 | Sucesor: 1976 |

- Datos: Q1996745